# Gråstrupig timalia
Gråstrupig timalia (Stachyris nigriceps) är en fågel i familjen timalior inom ordningen tättingar med vidsträckt utbredning i Syd- och Sydostasien.

## Utseende
Gråstrupig timalia är en 12 centimeter lång fågel med brun ovansida, brunbeige undersida och pregnant huvudteckning: svartaktig hjässa med vita streck, vitaktigt ögonbrynsstreck och grå eller svartvit strupe. De olika underarterna (se nedan) skiljer sig åt främst genom färgnyans på undersidan och strupens teckning.

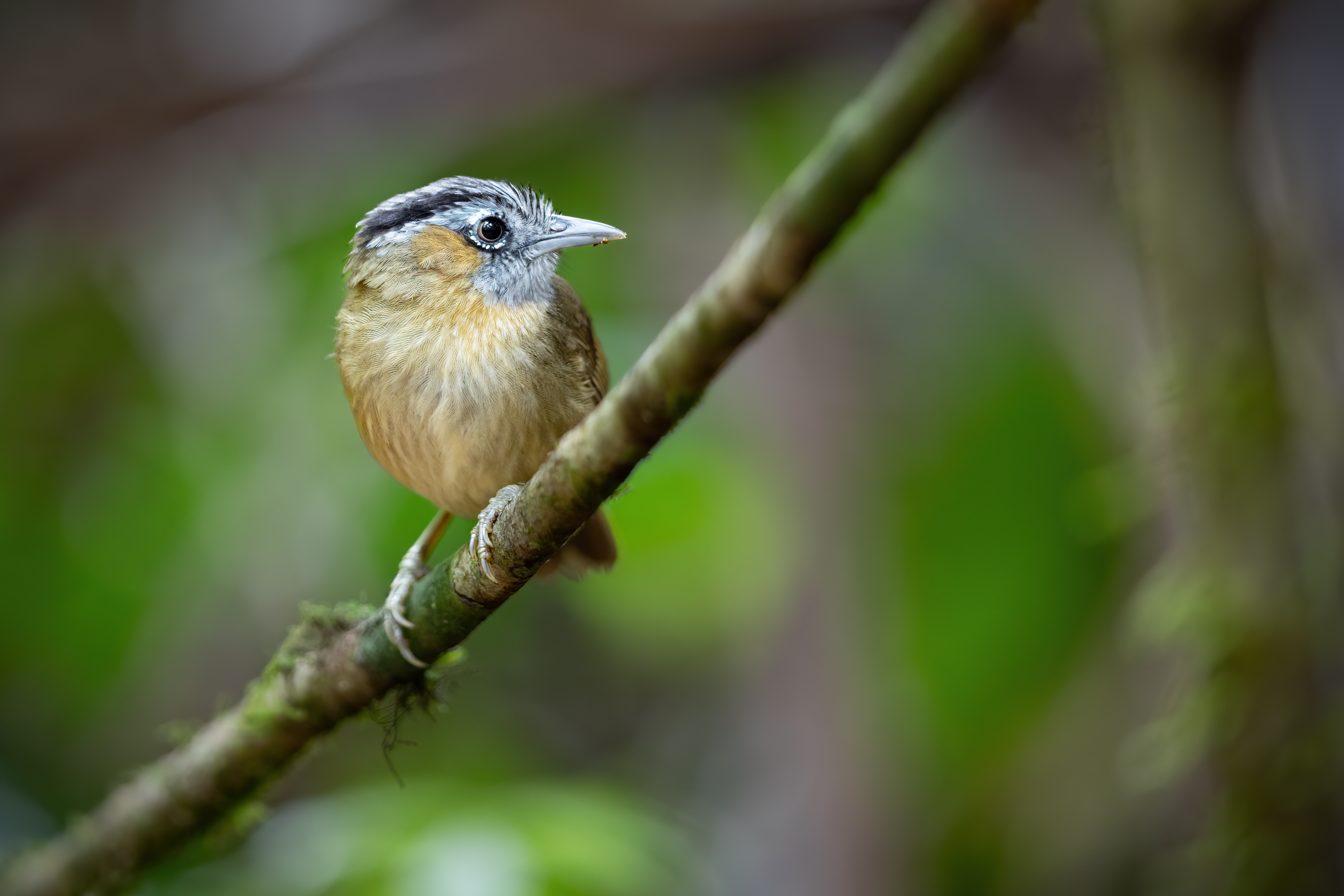

## Utbredning och systematik
Gråstrupig timalia delas in i 13 underarter med följande utbredning:
- Stachyris nigriceps nigriceps – Himalaya (centrala Nepal, Sikkim, Bhutan och Assam)
- Stachyris nigriceps coei – östra Assam (Mishmi Hills)
- Stachyris nigriceps coltarti – östra Assam (Nagabergen) till norra Myanmar och södra Kina (västra Yunnan)
- Stachyris nigriceps spadix – södra Assam (söder om Brahmaputra) till södra Burma och nordvästra Thailand
- Stachyris nigriceps yunnanensis – östra Burma till norra Thailand, sydvästra Kina och norra Indokina
- Stachyris nigriceps rileyi – södra Vietnam
- Stachyris nigriceps dipora – Malackahalvön (i distriktet Myeik och från Kranäset till Trangprovinsen)
- Stachyris nigriceps davisoni – Malackahalvön (Pattani till Negeri Sembilan)
- Stachyris nigriceps larvata – Sumatra och i Linggaarkipelagen
- Stachyris nigriceps natunensis – norra Natunaöarna
- Stachyris nigriceps tionis – Tioman Island i Sydkinesiska havet
- Stachyris nigriceps hartleyi – bergstrakter på norra Borneo (västra Sarawak)
- Stachyris nigriceps borneensis – bergstrakter på Borneo

Underarten coei inkluderas ofta i nigriceps, liksom spadix i coltarti.

## Levnadssätt
Gråstrupig timalia hittas i undervegetation i skog. Den lever nästan utesslutande av insekter som skalbaggar och gräshoppor, men kan också inta bär och nektar. Fågeln häckar generellt mellan februari och augusti, på Borneo mellan december och augusti.

## Status och hot
Arten har ett stort utbredningsområde och en stor population, men tros minska i antal till följd av fragmentering och habitatförstörelse, dock inte tillräckligt kraftigt för att den ska betraktas som hotad. Internationella naturvårdsunionen IUCN kategoriserar därför arten som livskraftig (LC). Världspopulationen har inte uppskattats men den beskrivs som generellt vanlig.